# Jazowo
Jazowo (lit. Tvankiškės) – wieś na Litwie, w rejonie wileńskim, 12 km na północny wschód od Kowalczuków, zamieszkana przez 25 osób.

## Historia
W dwudziestoleciu międzywojennym leżało w Polsce, w województwie wileńskim, w powiecie wileńsko-trockim, w gminie Szumsk.
Po II wojnie światowej w granicach Związku Sowieckiego. Od 1991 na niepodległej Litwie.